# Zoila Espinoza
Zoila Espinosa Minda (? - 29 août 2017), connue sous le surnom de Mamá Zoila est une danseuse et promotrice de la culture afroéquatorienne. Originaire de la vallée du Chota (es), près d'Ibarra, en Équateur, elle est surnommée La reina de la bomba, en référence à la Bomba del Chota (en), style musical qu'elle pratiquait. Avant même de commencer à être reconnue pour sa danse et sa contribution à la culture afroéquatorienne et nationale, elle était une militante, organisant des marches revendicatives en faveur des droits des femmes et du peuple afro. En 2010, elle est représentée par la sculptrice Alice Trepp Gloor dans le cadre d'une série de 12 statues de personnalités équatoriennes. La sculpture la représente en pleine danse, maintenant une bouteille de verre en équilibre sur sa tête comme le veut la coutume du Chota Elle est reconnue le 15 mai 2013 par le ministère de la Culture de l'Équateur comme «femme porteuse du patrimoine culturel immatériel de l'Équateur», et reçoit le 28 avril 2014 la décoration «Padro Moncayo y Escarza», médaille de la ville d'Ibarra récompensant le mérite culturel.
Zoila Espinoza est morte le 29 août 2017 à l'âge de 84 ans, d'un problème cardiaque. Parmi ses petits-enfants, on peut citer le footballeur international équatorien Giovanny Espinoza.